# Izedin Beshiri
Izedin Beshiri (nevének ejtése izɛdin bɛʃiɾi; Diracs, 1890 – Tirana, 1954?) albán politikus, 1939-ben öt napig Albánia közmunkaügyi minisztere.

## Életútja
Alapiskoláit szülővárosában, Diracsban (ma Durrës) végezte el, ezt követően egy konstantinápolyi líceum növendéke volt, majd az Oszmán Egyetem jogi karán tanult tovább. 1914-ben állást kapott az albán külügyminisztériumban, az irattár vezetőjeként dolgozott. Az Albán Fejedelemség összeomlása, Vilmos fejedelem 1914. szeptemberi bukása után Beshiri is elhagyta Albániát. Olaszországba távozott, de 1915-ben visszatért, és letelepedett az észak-albániai Shkodrában. Amikor az Osztrák–Magyar Monarchia hadserege 1916 januárjában megkezdte Észak-Albánia megszállását, Beshirit Shkodra polgármesterévé és a Shkodrai prefektúra vezetőjévé nevezték ki.
1918-tól 1920-ig ismét a külügyminisztérium alkalmazásában dolgozott mint főtitkár. 1920-tól 1930-ig a belügyminisztérium főtisztviselője volt, különféle munkaköröket töltött be (osztályvezető, főosztályvezető, főtitkár), illetve 1922-ben ideiglenesen ismét a külügyminisztérium főtitkára volt. 1930-ban rövid időre visszakerült a külügyminisztériumhoz, valamint hét évre az albán nemzetgyűlés képviselője lett.
1937-ben a minisztertanács főtitkárává nevezték ki. Az Albánia 1939. április 7-ei olasz lerohanását követően április 8-a és 12-e között működő kormányszerv, az Ideiglenes Közigazgatási Bizottság közmunkaügyi megbízottja (minisztere) volt. Ezzel párhuzamosan 1941-ig továbbra is ellátta minisztertanács-főtitkári feladatait. 1942-ben az állami számvevőszékhez került, ahol előbb az alelnöki, majd 1943-tól 1944-ig az elnöki tisztséget töltötte be. A második világháború lezárulta után, 1945-ben a kommunista hatóságok a megszállókkal való kollaborálás és elnyomó politikájuk támogatásának vádjával letartóztatták, de 1946-ban amnesztiával kiszabadult. A továbbra is szoros megfigyelés alatt tartott Beshiriről szóló belügyi jelentések kiemelték ellenséges viszonyulását a kommunista kormányzathoz. Tiranában halt meg, feltehetően 1954-ben.